# シルピア
シルピア（Silpia）は、埼玉県東松山市松葉町にある株式会社シルピア（旧：日本シルク株式会社）の運営するショッピングセンター。

## 概要
1998年6月に日本シルク工場跡地にオープンした各店舗の前に駐車場があるネイバーフッド型ショッピングセンター（NSC）で、約20店の店舗が入る。名称の由来は当地に絹（シルク）の工場があった事にちなむ。
2018年7月31日 完全閉店
北側の道路を挟んで北側にはクリニックなどがある「ドクタービレッジ」があるほか、駐車場の向かい側には「TBSハウジング東松山住宅展示場」がある。
- 住所：埼玉県東松山市松葉町4-3-15ほか
- 店舗面積：5,977m2
- 駐車場：700台

## 主なテナント
- ダイソー
- マツモトキヨシ
- ハードオフ、ホビーオフ、オフハウス- 、ガレージオフ4店舗一体型の二階建て店舗
- まねきねこ(カラオケボックス)
- KANSAI（お好み焼き店）
- LAVA(ホットヨガ)
- チャンスセンター（宝くじ売り場）
- ヤオコー東松山シルピア店
- 焼き鳥屋(三金)

## アクセス

### 公共交通機関
- 東武東上線・東松山駅から約2km

### 自動車
- 関越自動車道・東松山インターチェンジから森林公園方向へ→「青鳥」交差点右折